# Denis Jachiet

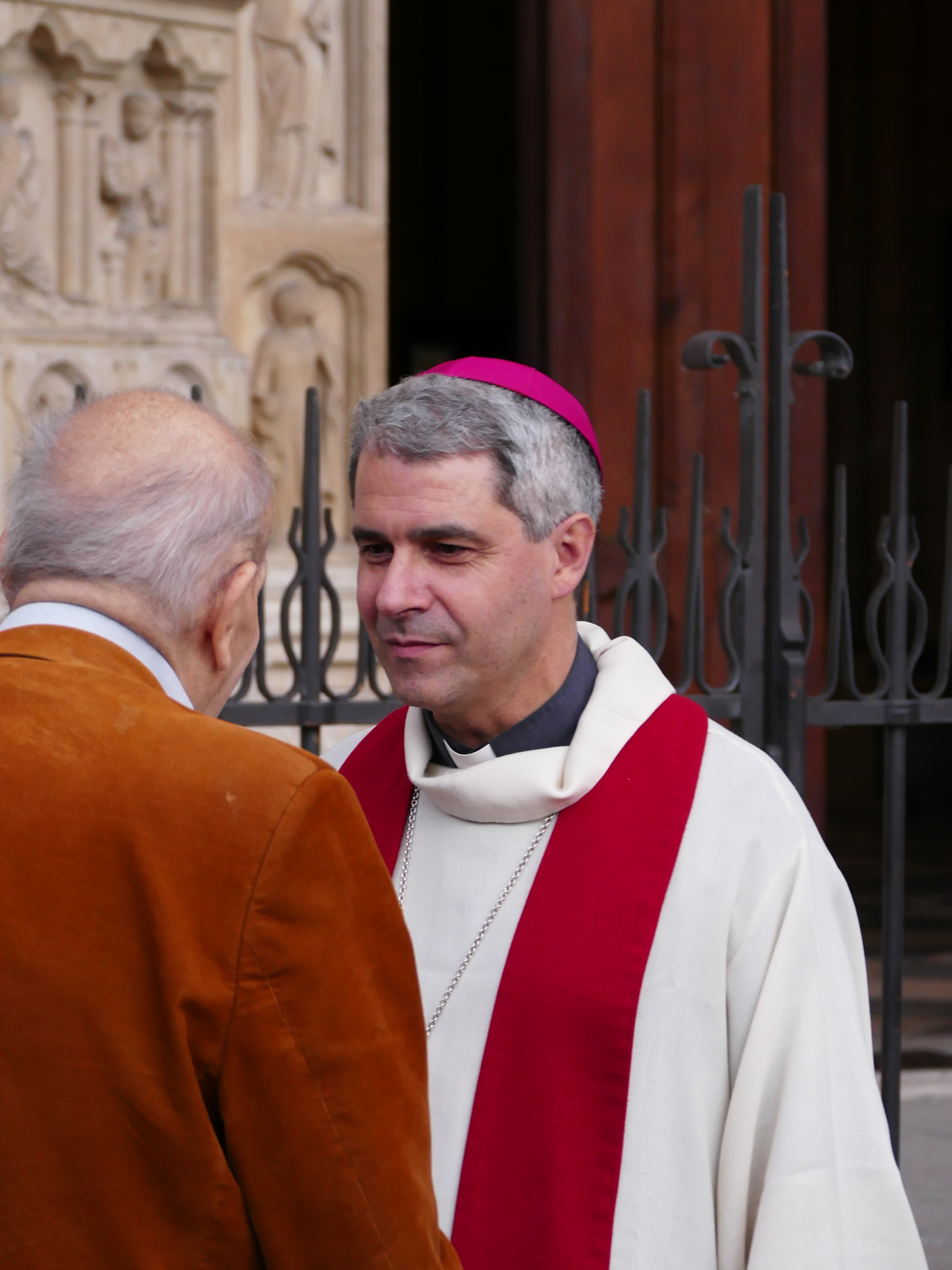
Denis Jachiet, 2017

Denis Jachiet (* 21. April 1962 in Paris, Frankreich) ist ein französischer Geistlicher und römisch-katholischer Bischof von Belfort-Montbéliard.

## Leben
Denis Jachiet erwarb den Titel eines Doktoringenieurs der Chemie und war als Wissenschaftlicher Mitarbeiter an der University of California, Los Angeles tätig. 1990 trat er in das Priesterseminar ein und studierte an der École Cathédrale. Nach weiteren Studien erwarb er am Institut d’Études Théologiques in Brüssel das Lizenziat und empfing am 29. Juni 1996 das Sakrament der Priesterweihe für das Erzbistum Paris.
Neben verschiedenen Aufgaben in der Pfarrseelsorge war er von 2000 bis 2010 in der Priesterausbildung und als Lehrer an der École Cathédrale tätig. Von 2002 bis 2009 war er Diözesanbeauftragter für die Berufungspastoral und seit 2005 Mitglied des Priesterrates. Von 2013 bis 2014 war er Diözesanseelsorger der katholischen Pfadfinder. 2014 wurde er zum Generalvikar und zum Titularkanoniker an der Kathedrale Notre-Dame de Paris ernannt.
Am 25. Juni 2016 ernannte ihn Papst Franziskus zum Titularbischof von Tigisi in Numidia und zum Weihbischof in Paris. Der Erzbischof von Paris, André Kardinal Vingt-Trois, spendete ihm und dem gleichzeitig ernannten Thibault Verny am 9. September desselben Jahres die Bischofsweihe. Mitkonsekratoren waren der Pariser Weihbischof Jérôme Beau und der Bischof von Blois, Jean-Pierre Batut.
Am 2. Oktober 2021 ernannte ihn Papst Franziskus zum Bischof von Belfort-Montbéliard. Die Amtseinführung fand am 14. November desselben Jahres statt.
Papst Franziskus ernannte ihn am 5. September 2022 zum Apostolischen Administrator sede plena des Bistums Saint-Dié. Während der Erkrankung des Diözesanbischofs Didier Berthet übte er damit bis zum 26. Februar des folgenden Jahres die Jurisdiktion über das Bistum aus.